# Carla Zijlstra
Carla Johanna Zijlstra (ur. 15 marca 1969 w Sneek) — holenderska łyżwiarka szybka, czterokrotna medalistka mistrzostw świata.

## Życiorys
Pierwszy sukces w karierze Carla Zijlstra osiągnęła w 1996 roku, kiedy zdobyła srebrny medal w biegi na 5000 m podczas dystansowych mistrzostw świata w Hamar. W zawodach tych wyprzedziła ją jedynie Niemka Claudia Pechstein, a trzecie miejsce zajęła Włoszka Elena Belci. Wynik ten powtórzyła na rozgrywanych rok później dystansowych mistrzostwach świata w Warszawie, przegrywając z Niemką Gundą Niemann. Na tych samych mistrzostwach zajęła również trzecie miejsce w biegu na 3000 m, ulegając Niemann i Anni Friesinger. Ostatni medal zdobyła na mistrzostwach świata w Calgary w 1998 roku, gdzie była trzecia na dystansie 5000 m. Była też między innymi siódma na wielobojowych mistrzostwach świata w Berlinie oraz mistrzostwach Europy w Heerenveen w 1993 roku. Wielokrotnie stawała na podium zawodów Pucharu Świata, odnosząc przy tym dwa zwycięstwa: 22 stycznia 1994 roku w Innsbrucku była najlepsza na 3000 m, a 19 stycznia 1997 roku w Baselga di Pinè zwyciężyła na 5000 m. Najlepsze wyniki osiągała w sezonie 1994/1995, kiedy zajęła drugie miejsce w klasyfikacji końcowej 3000/5000 m. W klasyfikacji tej była ponadto trzecia w sezonach 1993/1994, 1996/1997 i 1998/1999. W 1992 roku wystartowała na igrzyskach olimpijskich w Albertville, gdzie zajęła czwarte miejsce w biegach na 3000 i 5000 m. W pierwszym przypadku walkę o podium przegrała z Austriaczką Emese Hunyady, a w drugim lepsza była Claudia Pechstein. Na rozgrywanych dwa lata później igrzyskach w Lillehammer jej najlepszym wynikiem było siódme miejsce w biegu na 5000 m. Brała również udział w igrzyskach olimpijskich w Nagano, zajmując dziewiąte miejsce w biegu na 3000 m i szóste na 5000 m. W 1999 roku zakończyła karierę.
W 2001 wyszła za mąż za Anthony'ego Evansa, australijskiego biegacza narciarskiego, z którym wyjechała do Canberry. Ma dwie córki i pracuje jako fizjoterapeutka i instruktorka pilates.

## Rekordy życiowe
| Dystans  | Czas     | Data              | Miejsce    |
| -------- | -------- | ----------------- | ---------- |
| 500 m    | 41,74    | 13 lutego 1999    | Calgary    |
| 1000 m   | 1.22,09  | 19 marca 1999     | Calgary    |
| 1500 m   | 2.01,67  | 13 lutego 1999    | Calgary    |
| 3000 m   | 4.10,63  | 27 marca 1998     | Calgary    |
| 5000 m   | 7.05,94  | 21 listopada 1998 | Heerenveen |
| 10 000 m | 14.39,22 | 16 marca 1997     | Calgary    |
| Źródło:  |          |                   |            |